# Microterys dichrous
Microterys dichrous är en stekelart som först beskrevs av Mercet 1921.  Microterys dichrous ingår i släktet Microterys och familjen sköldlussteklar. Inga underarter finns listade i Catalogue of Life.